# Глушко Микола Михайлович
Микола Михайлович Глушко (1938), український державний діяч.

## Біографія
Народився у 1938 році. Закінчив Севастопольський приладобудівний інститут, інженер-механік. Вищу партійну школу при ЦК КПУ.
З 1953 — працював у радянських органах. Працював секретарем організаційно-інструкторського відділу, головою виконкому Ленінської райради м. Севастополя.
З березня 1990 — депутат Севастопольської міськради.
З квітня 1990 по травень 1992 рр. — заступник голови міської Ради м. Севастополя.
З 1993 — секретарем міськдержадміністрації, заступником голови міськдержадміністрації
З січня по квітень 1994 рр. — виконувач обов'язків представника Президента України у Севастополі.
З квітня по червень 1994 року голова Севастопольської міської державної адміністрації.

## Звання та ранги
Державний службовець 1-го ранґу (04.1994).

## Нагороди
- медаль «За доблесну працю».